# شهرستان پراخاتیتسه
ناحیهٔ پراخاتیتسه (به چکی: Prachatice District) یک ناحیه در جمهوری چک است که در منطقه بوهمی جنوبی واقع شده‌است. ناحیهٔ پراخاتیتسه ۱٬۳۷۵٫۰۳ کیلومتر مربع مساحت و ۵۱٬۴۷۰ نفر جمعیت دارد.